# Enneagmus pristinus
Enneagmus pristinus är en stekelart som beskrevs av Yoshimoto 1975. Enneagmus pristinus ingår i släktet Enneagmus och familjen hårstrimsteklar. Inga underarter finns listade i Catalogue of Life.